# Школа № 3 (Новосибирск)
Школа № 3 имени Бориса Богаткова — образовательное учреждение в Железнодорожном районе Новосибирска. Открылась в 1910 году. Старейшая действующая школа города.
Здание школы — памятник архитектуры регионального значения.

## История

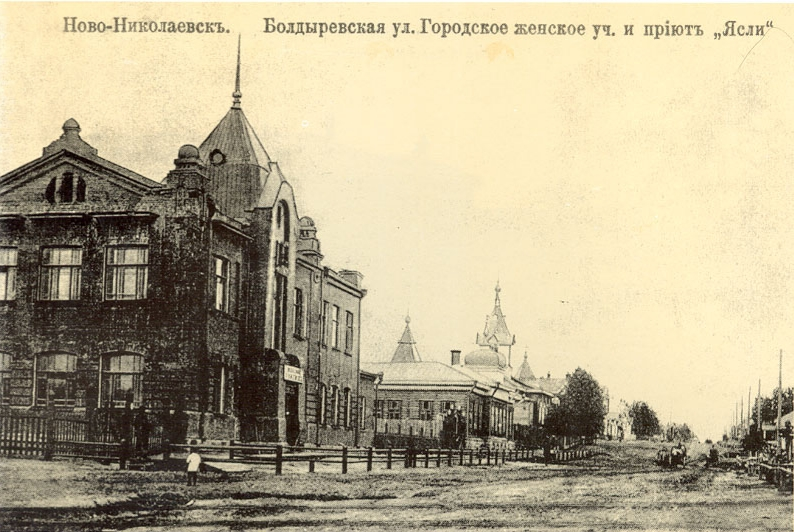
Здание школы в начале XX века.

Школа возводилась по проекту Андрея Крячкова и стала одной из 12 школ, сооружённых по программе строительства учебных заведений Городской управы Новониколаевска.
В 1910 году в учебном заведении начались занятия.
В 1957 году был надстроен второй этаж здания, в этом же году учебному заведению присвоили имя поэта Бориса Богаткова, ученика школы, который погиб в годы Великой Отечественной войны под Смоленском.
В период Второй мировой войны школа пострадала от пожара, произошедшего предположительно по вине беспризорников, которые жили на крыше школьного здания. В тот период директор школы Штамов помогал безнадзорным детям — приводил в школьные классы, кормил и устраивал их в детские дома.
В 1960-х годах к школе было пристроено здание в 600 м², благодаря чему появились четыре новых кабинета, спортивный зал, пионерская комната, кабинеты физики, завуча, директора и врача.

## Здание школы
Форма плана близкая к прямоугольной. Главный фасад школы выходит на красную линию Октябрьской улицы. Позднее к восточному торцу пристроили дополнительный объём.
Фундаменты здания бутовые ленточные. С южного и западного фасадов цоколь сделан из гранитных блоков, с северного фасада выполнен из оштукатуренного кирпича. Наружные стены построены из глиняного кирпича и неоштукатурены.
Крыша здания стропильной конструкции двускатная щипцовая с металлической кровлей.
Архитектурный стиль фасадов — рационалистический модерн.
Композиционный центр главного южного фасада — ризалит лестничной клетки, его подчёркивают вертикаль окна, полуциркульная ниша с круглым слуховым окном и щипцовое завершение стены, расположенное выше карнизной линии. В ризалите находится вход-портал. По обеим сторонам от ризалита симметрично размещены прорезающие линию карниза пилястры, их завершают кирпичные столбики с декоративными шарами.
Асимметрия северного фасада подчёркивается выносом объёма, в нём ранее находилась служебная лестничная клетка.
Торцевой западный фасад завершён треугольным фронтоном, в плоскости его тимпана находится окно криволинейного абриса, традиционного для стиля модерн.
Окна первого этажа с лучковым очертанием завершаются сандриками с замковым камнем.
Простенки западного и южного фасадов облицованы французским рустом. Простенки между окнами второго этажа выделяются вертикальными лопатками.
Габариты здания в плане составляют 43,4 × 22,4 м.

### Интерьер
В основе планировочного решения лежит коридорный принцип. Односторонне освещённый коридор с выходящими в него классами расположен вдоль северного фасада. Парадная лестница здания ориентирована на южный фасад.
На потолках коридора и нескольких классов сохранились штукатурные тяги, а на втором этаже уцелел арочный портал лестничной клетки.

## Музей
Музей школы неоднократно занимал первые места в смотрах-конкурсах, на Всероссийском смотре музеев в честь 55-й годовщины Победы он получил 2-е место.
В музее хранится различная пионерская атрибутика: знамя, галстуки, значки, газеты и т. д.

## Руководители
Существенный вклад в развитие учебного заведения внесли директора М. Н. Штамов (1935—1955) и В. Ф. Лях (1955—1970).